# Bağtepe, Battalgazi
Bağtepe là một xã thuộc huyện Malatya, tỉnh Malatya, Thổ Nhĩ Kỳ. Dân số thời điểm năm 2011 là 304 người.